# Człon całkujący

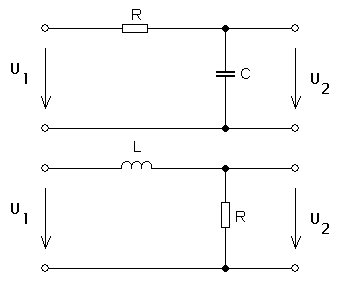

Człony całkujące (integratory) – elementy w układach dynamicznych, które zachowują się jak elementy magazynujące (przykładem mogą być tu: sprężyna albo kondensator, które magazynują na przykład energię potencjalną czy kinetyczną). Integratory w ciągłych układach sterowania służą jako urządzenia zapamiętujące, dlatego ich sygnały wyjściowe mogą być rozważane jako zmienne, które definiują wewnętrzny stan układu.
W teorii sterowania człon całkujący (idealny) (ang. integral term) to człon, który na wyjściu daje sygnał {\displaystyle y(t)} proporcjonalny do całki sygnału wejściowego {\displaystyle x(t){:}}
{\displaystyle y(t)=k\ \int _{0}^{t}x(\tau )d\tau .}
Poddanie powyższego związku obustronnej transformacji Laplace’a daje związek pomiędzy transformatami obu sygnałów:
{\displaystyle Y(s)={\frac {k}{s}}\ X(s).}
Stąd transmitancja członu całkującego ma postać:
{\displaystyle G(s)=Y(s)/X(s)={\frac {k}{s}}.}
Jego odpowiedź impulsowa wygląda następująco:
{\displaystyle g(t)=k\cdot \mathbf {1} (t).}
Charakterystyka skokowa:
- w dziedzinie operatorowej:

{\displaystyle H(s)={\frac {k}{s^{2}}},}
- w dziedzinie czasu:

{\displaystyle h(t)=k\cdot t.}
Charakterystyka amplitudowo-fazowa:
{\displaystyle G(j\omega )={\frac {k}{j\omega }}.}
Charakterystyka fazowa:
{\displaystyle \phi (\omega )=-{\frac {\pi }{2}}.}
Wzmocnienie maleje o 20 dB na dekadę.